# Solenopotes capillatus
Solenopotes capillatus är en insektsart som beskrevs av Günther Enderlein 1904. Solenopotes capillatus ingår i släktet Solenopotes och familjen nötlöss. Inga underarter finns listade i Catalogue of Life.